# Historiographie du massacre de Nankin
L'historiographie du massacre de Nankin est la représentation des évènements du massacre de Nankin (en 1937) dans différents langues et contextes culturels, depuis les années suivant les évènements. Cette historiographie est disparate et parfois contestée, menant à des conflits de sentiments et intérêts nationalistes chinois et japonais.
Les points de vue révisionnistes du massacre de Nankin au Japon ont souvent causé des tensions internationales et nationalistes. L'historiographie en langue japonaise sur le sujet varie des rapports nationalistes-révisionnistes qui nient complètement la culpabilité pour crimes de guerre de l'armée impériale japonaise, jusqu'aux critiques du militarisme qui préfèrent centrer le récit sur les comptes-rendus des survivants chinois des évènements. Bien que les vues des révisionnistes japonais, souvent utilisées à des fins de politique intérieure, ont été controversées, en particulier en Chine, les ouvrages en langues japonaise présentent néanmoins des recherches souvent sujettes à caution à l'extérieur du Japon.

## Guerre sino-japonaise
Durant la guerre, le gouvernement japonais garde le contrôle strict des médias d'actualités. Par conséquent, le public japonais n'est pas au courant du massacre de Nankin ou des autres crimes de guerre commis par les militaires japonais. L'armée japonaise est au contraire décrite comme une entité héroïque. Les officiels japonais mentent sur les chiffres des victimes civiles au cours du massacre de Nankin et certains ultranationalistes persistent à nier l'existence des tueries,.
Brisant brièvement le contrôle du gouvernement japonais sur le côté négatif de la guerre, Tatsuzo Ishikawa distribue publiquement et de façon éphémère sa nouvelle de temps de guerre, Ikiteiru heitai (Soldat vivant), qui décrit les effets lugubres et déshumanisant de la guerre. Ishikawa et son éditeur essaient de satisfaire les censeurs du gouvernement en autocensurant des passages où des soldats « pillent la viande fraîche »", (anthropophagie) ou « cherchent des femmes comme des chiens chassent des lapins » (viols et meurtres) tout en conservant le ton général et la signification de la nouvelle. La nouvelle est publiée en 1938 mais retirée de la circulation quelques jours plus tard. Ishikawa est en effet condamné à quatre mois de prison ferme pour trouble de l'ordre public.
Ce n'est que lors du procès de Tokyo devant le Tribunal militaire international pour l'Extrême-Orient et du procès de Nankin que la vérité sur le massacre de Nankin est révélée au public japonais. Les atrocités décrites durant les procès choquent la société japonaise à cette époque.

## Après-guerre
Dans les années 1950, Yoshie Hotta écrit une série de fiction historique sur les atrocités de Nankin.
En 1967, Tomio Hora (en) publie Nankin Jiken dans lequel il réfute le déni révisionniste du massacre. Cette description détaillée de l'incident est la première sérieuse et approfondie dans l'historiographie en japonais de l'après-guerre. Certains journalistes gauchistes de la décennie s'inspirent de la guerre américaine au Viêt Nam pour mener leurs recherches sur les évènements.
L'intérêt international pour le massacre de Nankin tombe dans l’oubli jusqu’en 1972, l'année où la Chine et le Japon normalisent leurs relations diplomatiques. Les discussions sur les atrocités commises en temps de guerre se développent fortement durant cette période. Les rapports du gouvernement chinois sur les évènements sont attaqués par les diplomates japonais, car ils reposent sur des témoignages personnels et des preuves d'anecdotes. Même les rapports de sépultures et les photographies présentées à la Cour pour les crimes de guerre de Tokyo sont controversés. Les Japonais prétendent qu'ils ont été fabriqués par le gouvernement chinois, manipulés artificiellement et attribué à tort au massacre de Nankin.
Dans les années 1970, le journaliste japonais Katsuichi Honda se rend en Chine pour explorer le comportement de l'armée impériale en temps de guerre. À partir de ses recherches en Chine, Honda écrit une série d'articles dans Asahi Shimbun sur les atrocités (comme sur le massacre de Nankin) commises par les soldats japonais durant la Seconde Guerre mondiale, appelée Chūgoku no Tabi (中国の旅, Voyages en Chine). La publication de ces articles soulève une réponse véhémente de la part de la droite japonaise. Les nationalistes japonais répondent par l'intermédiaire des articles de Shichihei Yamamoto, Réponse à Katsuichi Honda, et d'Akira Suzuki, Le Fantôme du massacre de Nankin.

## Manuels d'histoire japonais
En 1965, l'auteur de manuels en langue japonaise Saburo Ienaga poursuit le ministère de l'éducation, qu'il accuse de l'avoir forcé inconstitutionnellement à modifier le contenu de ses manuels, violant ainsi son droit à la liberté d'expression . Ce cas est finalement jugé en faveur le l'auteur en 1997.
La façon dont le sujet est appris dans les écoles japonaises devient le centre des controverses sur les manuels scolaires japonais en 1982 et 1986. Le massacre de Nankin est « est encore absent des manuels des cours primaires [mais] les manuels de collège tels que ceux publiés par Nihon shoseki et Kyōiku Shuppan en 1975, par exemple, mentionnent que quarante deux mille civils chinois, dont des femmes et des enfants, ont été tués durant le massacre ». Deux autres manuels scolaires mentionnent le massacre, mais quatre autres utilisés au Japon ne le mentionnent pas du tout. En 1978, le ministère de l'éducation supprime le nombre de morts de tous les manuels scolaires en usage au Japon.
En 1982, le ministère de l'éducation lance une campagne pour recadrer la présentation de l'histoire de la Seconde Guerre mondiale dans les manuels d'histoire. Ils sont réécrits pour décrire la guerre sino-japonaise comme une « avancée dans et hors de Chine » plutôt qu'une « agression », terme qui est considéré comme plus péjoratif. Le massacre de Nankin est considéré comme un incident mineur qui est suscité par la frustration des soldats japonais en rencontrant une forte résistance de l'armée chinoise. Ces changements suscitent alors de fortes protestations dans les autres pays asiatiques.
Dans les années 1990, la position du gouvernement japonais commence à changer lorsque trois premiers ministres consécutifs sollicitent une réconciliation avec les autres pays asiatiques, en reconnaissant la responsabilité du Japon pour la guerre.
Juste après sa prise de fonctions en 1993, Hosokawa Morihiro, premier ministre du premier gouvernement du parti démocrate non libéral, qualifie l'expansion du Japon en Asie durant les années 1930 et 1940 de « guerre d'agression ». Les deux successeurs de Hosokawa, Hata Tsutomu et Tomiichi Murayama font des déclarations similaires. Par exemple, Murayama Tomiichi exprime ses « profonds remords » pour la politique coloniale et l'agression du Japon.
Durant cette période, les manuels scolaires approuvés officiellement sont réécrits pour refléter ce nouveau point de vue de la responsabilité du Japon dans la guerre. Par exemple, sur 7 manuels d'histoire approuvés en 1997, six citaient le chiffre de 200 000 personnes tuées par l'armée japonaise durant la capture de Nankin. Quatre de ces livres mentionnaient également l'estimation chinoise plus élevée de 300 000 victimes.
En outre du déni total, d'autres pensées japonaises insistent sur le fait que l'ampleur du massacre de Nankin aurait été exagérée par les Chinois. Cette vision est exposée par Ikuhiko Hata dans son livre, L'Incident de Nankin. Hata affirme que le nombre de victimes du massacre se situe entre 38 000 et 48 000. Il soutient également que les exécutions de soldats capitulant ou capturés ne devraient pas être considérées comme un massacre.

## Années 1980
L'intérêt chinois pour l'histoire du massacre s'est largement développé dans les années 1980. Des recherches sur les enregistrements de sépultures et d'autres document, ainsi que des entretiens, confirment le chiffre de 300 000 morts chinois, ce qui corrobore les trouvailles du Tribunal des crimes de guerre de Tokyo.
Au Japon, plusieurs nouvelles preuves sont publiées, dont les journaux intimes de généraux japonais et de soldats plus ordinaires. Les archives militaires officielles révèlent également le nombre d'unités japonaises impliquées. De plus, un certain nombre de vétérans japonais commencent à témoigner ouvertement et admettent avoir commis ou assisté à des atrocités dans la région de Nankin.
Le livre de Masaaki Tanaka, Fabrication du massacre de Nankin ne se contente pas seulement de nier le massacre de Nankin. Il porte le blâme de la guerre sino-japonaise sur le gouvernement chinois.
En septembre 1986, le ministre japonais de l'éducation, Fujio Masayuki, qualifie les évènements de Nankin comme « faisant juste partie de la guerre ».

## Années 1990
Dans les milieux universitaires japonais, la controverse sur l'existence des atrocités prend fin au début des années 1990. Tous s'accordent à dire que les atrocités ont eu lieu, toutefois des divergences persistent sur les chiffres. Le débat se focalise sur les questions de savoir s'il faut inclure les preuves archivées ou anecdotiques, sur quelle période de temps et sur quelle région géographique utiliser pour définir le massacre.

### Études historiques chinoises
Dans un article de 1990 intitulé Le massacre de Nankin et la population de Nankin, Sun Zhaiwei de l'académie des sciences sociales du Jiangsu estime le nombre total de personnes tuées à 377 400. Il recoupe pour cela les enregistrements de sépultures et l'estimation de 150 000 donnée par le major japonais Ohta Hisao dans un rapport confession sur les efforts de destruction de corps par l'armée japonaise.

### Déni du gouvernement japonais
Certains cabinets ministériels, mais également des politiciens de haut rang, font des commentaires pour nier les atrocités perpétrées par l'armée japonaise durant la Seconde Guerre mondiale. Parmi eux, le général General Nagano Shigeto, un vétéran de cette guerre et ancien chef de la force d'auto-défense du sol japonais, est nommé ministre de la justice au cours de l'été 1994. Shigeto déclare dans un journal japonais que « le massacre de Nankin et tout le reste n'est qu'une fabrication ».
Dans une interview avec le magazine Playboy, le gouverneur de Tokyo Shintaro Ishihara dit que « les gens disent que les Japonais ont fait un holocauste mais ce n'est pas vrai. C'est une histoire fabriquée par les Chinois. Elle a ternie l'image du Japon, mais c'est un mensonge ».
Le 10 novembre 1990, durant une manifestation de sino-américains contre les actions japonaises menées sur Dia-Yu-Tai, le consul japonais à Houston affirme que « le massacre de Nankin ne s'est jamais produit ».
En réponse à cela et à de similaires incidents, certains journalistes japonais ont formé le groupe de recherche sur l'incident de Nankin (Nankin Jiken Chōsa Kenkyūkai). Ce groupe de recherche a ainsi pu collecter une grande quantité d'archives telles que des témoignages de sources chinoises et japonaises.

### Excuses et condoléances du premier ministre et de l'empereur du Japon
Le 15 août 1995, au cours du 55e anniversaire de la capitulation du Japon, le premier ministre japonais Tomiichi Murayama donne les premières excuses claires et formelles pour les exactions japonaises durant la guerre. Il s'excuse pour l'agression injustifiée du Japon et la grande souffrance qu'elle a engendrée en Asie. Il offre ses sincères excuses à tous les survivants et aux proches et amis des victimes. Ce jour-ci, le premier ministre et l'empereur japonais Akihito expriment leurs vœux de condoléance. L'empereur ajoute qu'il espère que de telles atrocités ne soient jamais répétées.

### Iris Chang
L'intérêt en occident pour les évènements de Nankin ressurgi avec la publication du livre d'Iris Chang, Le Viol de Nankin, en 1997. Même si l'ouvrage est critiqué au Japon pour des approximations dans ses recherches historiques, le livre fait apparaître une conscience de l'incident dans un plus large public occidental.

### Débat contemporain
Actuellement, aucun groupe au Japon, même parmi les nationalistes d'extrême droite, ne nie des tueries à Nankin. Le débat s'est principalement décalé vers le nombre de morts, l'étendue des viols et meurtres de civils et sur la justesse de l'utilisation du mot « massacre ». Les négationnistes du massacre insistent sur le fait que les enregistrements de sépultures de la société Red Swastika et de Tsung Shan Tong n'ont jamais été comparés dans les procès de Tokyo et Nankin, soutenant ainsi que les estimations dérivées de ces deux sources devraient être fortement réduites. Bien qu'ils reconnaissent que les rapports personnels de soldats japonais suggèrent l'existence de viols, ils mettent l'accent sur le fait qu'une preuve anecdotique ne peut pas être utilisée pour généraliser l'existence de viols. Par ailleurs, ils qualifient les témoignages chinois de propagande. Ils pointent également que, contrairement aux actes de sépulture qui documentent le nombre de morts, aucun document ne rapporte de viols. Ainsi ils affirment que les allégations de viols en masse sont sans fondement. Les négationnistes du massacre affirment également que la majorité des tués sont les prisonniers de guerre et des combattants suspectés de guérilla dont les exécutions sont selon eux légitimes. L'utilisation de massacre est par conséquent inappropriée.
Néanmoins, le débat public continue. Ceux qui minimisent le massacre se sont récemment regroupés autour d'universitaires et de journalistes associés dans le Tsukurukai, un groupe qui milite pour une vision révisionniste de l'histoire du Japon. Leurs points de vue trouvent souvent écho dans des publications d'éditeurs conservateurs, tels que Bungei Shunjū et Sankei Shuppan. En réponse, deux organisations japonaises ont publié des détails du massacre et des documents et rapports collectés à ce sujet. Le groupe d'étude de l'incident de Nankin, fondé par un groupe d'historiens en 1984 a publié la plupart des ouvrages répondant aux historiens révisionnistes. Le centre de recherche et de documentation sur la responsabilité du Japon pour la guerre, fondé en 1993 par Yoshiaki Yoshimi, a publié de nombreux articles dans son propre journal.
En 2004, le ministre japonais de l'éducation exprime un désir de surmonter les rapports d’auto-torture de l'histoire japonaise. En 2005, des émeutes violentes éclatent en Chine à propos de manuels d'histoire publiés par l'éditeur d'extrême droite Fusōsha qui approuve le ministre japonais de l'éducation.
En 2007, un groupe d'environ 100 législateurs du Parti libéral démocratique dénonce encore le massacre de Nankin comme étant une fabrication, prétextant qu'il n'y a aucune preuve sur les allégations de tueries de masse par les soldats japonais. Ils accusent Pékin d'utiliser l'incident prétendu à des fins de « promotion politique ».
La même année, Xia Shuqin gagne un procès pour diffamation contre des négationnistes japonais qui prétendent qu'elle a inventé son témoignage à propos de la mort de sept des huit membres de sa famille durant le massacre de Nankin. Âgée de seulement huit ans à cette époque, Xia a elle-même été attaquée à la baïonnette mais a survécu.

## Source de la traduction
- (en) Cet article est partiellement ou en totalité issu de l’article de Wikipédia en anglais intitulé « Historiography of the Nanking Massacre » (voir la liste des auteurs).